# Emil Sandt

Emil Sandt um 1920

Emil Carl Otto Max Sandt (* 27. Dezember 1864 in Mittelwalde, Landkreis Glatz, Provinz Schlesien; † 20. August 1938 in Hamburg) war ein deutscher Zollbeamter, Bühnenautor und Schriftsteller, der vor allem für seine Science-Fiction-Romane bekannt war.

## Leben und Werk

Cavete!, 23. Auflage, J.C.C. Bruns, Minden o. J. (ca. 1920)

Emil Sandts Eltern waren Carl Sandt und Valesca, geb. Claasen. Ab 1888 arbeitete er als Zollbeamter, davon von 1907 bis 1918 als Zollamtskontrolleur in Hamburg und war nebenbei schriftstellerisch tätig. Nach Veröffentlichung seines Erstlingswerks Cavete! 1906 wurde er von Teilen der deutschen Presse als „deutscher Jules Verne“ gefeiert. Der Zukunftsroman rund um die damals noch sehr neue Zeppelin-Technik machte Sandt schlagartig berühmt. Cavete! war so erfolgreich, dass das Werk in den kommenden 20 Jahren mehr als zwei Dutzend Neuauflagen erlebte und von „Graf Zeppelin“ selbst überschwänglich gewürdigt wurde.

## Familie
Emil Sandt war seit dem 30. April 1892 mit Margarethe Pauline, geb. Klahn (* 27. April 1864; † 23. Januar 1956) in Hamburg verheiratet.

## Werke (Auswahl)
- 1906: Cavete! Eine Geschichte über deren Bizarrerien man nicht ihre Drohungen vergessen soll
- 1910: Im Aether. Das Testament eines Einsamen
- 1912: Das Lichtmeer
- 1916: Das Karussell des Lebens
- 1924: Gesammelte Werke (7 Bände)
- 1926: Die Schmiede
- 1931: Das Trio Religion – Moral – Technik und Gott
- 1934: Gorch Fock und ich

Emil Sandts Nachlass befindet sich in der Staats- und Universitätsbibliothek Hamburg.